# 王之臣 (隆慶進士)
王之臣（1538年—1596年），改名王鏻，字藎夫，一字子礪，號見菴，直隸徽州府休寧縣人，明朝政治人物。

## 生平
十一月二十五日生。治《詩經》，隆慶元年（1567年）丁卯科由府學附學生舉應天府鄉試第六十七名，隆慶二年（1568年）聯捷戊辰科會試第二百九名，第三甲第一百二十六名進士。授浙江鄞县知县，五年遷衢州府同知，万历三年（1575年）以考满遷刑部员外郎，六年为母老告假，求任职南京侍养，改南京兵部车驾司员外郎，轉礼部祠祭司，又遷贵州按察司佥事。以事贬荆州府通判，摄江陵县事。十二年擢升南京户部山东司主事，值地震，上二疏，後稱病告歸。十六年起补户部主事，踰年復以母喪归。二十一年復除户部，管理通州倉，二十二年擢尚宝司丞，奉使吊唁淮王喪事，便道归省，因病去世于家，年五十九。

## 著作
所辑有《國朝奏議》、《通鑑摘抄》二書。

## 家族
曾祖王義；祖王杭；父王鼎，赠奉政大夫刑部郎中；嫡母吳氏；生母汪氏。慈侍下，妻程氏，
行四，兄王鑛，王銘，王之選，弟王之彥。
子王孟達、王仲萬、王仲騰、王叔象、王叔蔡。